# Peñón de Alhucemas

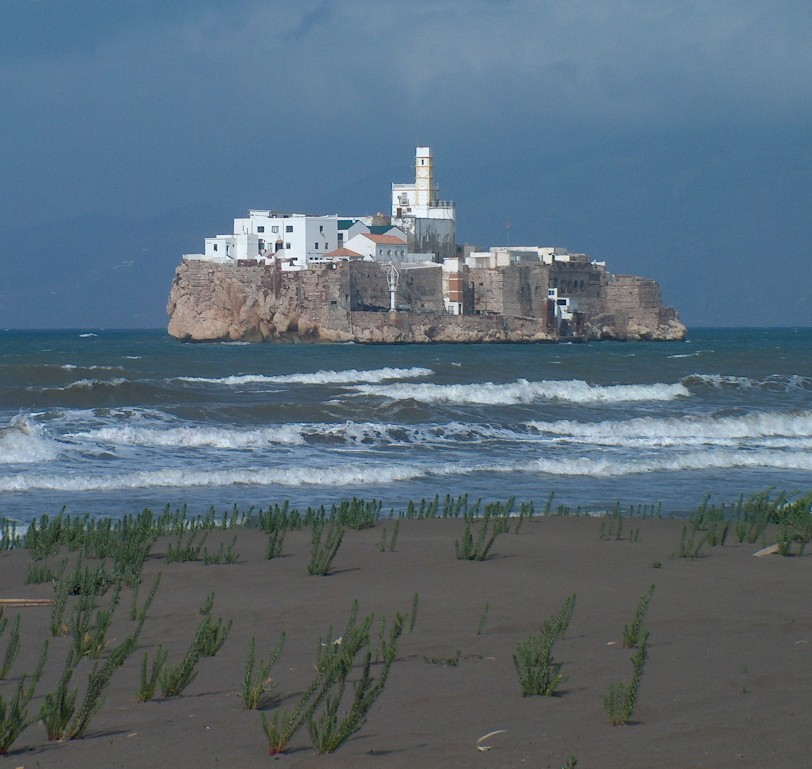
Peñón de Alhucemas vazutǎ de pe coasta marocanǎ

Peñón de Alhucemas este o micǎ insulă situatǎ în vestul Mǎrii Mediterane. Parte a posesiunilor spaniole din nordul Africii, cunoscute sub numele de Plaza de soberanía. Este situatǎ la 300 m de coasta Marocanǎ și la 84 km de Melilla, cel mai apropiat teritoriu spaniol. Împreunǎ cu alte douǎ insule (Isla de Mar și Isla de Tierra) formeazǎ insulele Alhucemas. 

## Istorie
Peñón de Alhucemas devine posesiune spaniolǎ dupǎ ce sultanul Muley Mohamed cedeazǎ insula regelui Filip al II-lea în scopul contramandǎrii atacurilor piraților berberi. A fost ocupatǎ în timpul domniei lui Carol al II-lea în 1673. Devenine ulterior închisoare. În 1838 aici are loc o revoltă a deținuților politici. În 1902 Franța recunoaște drept Spaniei asupra insulei. Fortul este atacat de cǎtre Abd el-Krim în timpul Rǎzboiului din Rif. În 1922 în apropiere s-a cufundat feribotul „Juan de Juanes” care executa o rutǎ spre Melilla, resturile acestuia se gǎsesc la 150 m nord de insulǎ. 

## Geografie

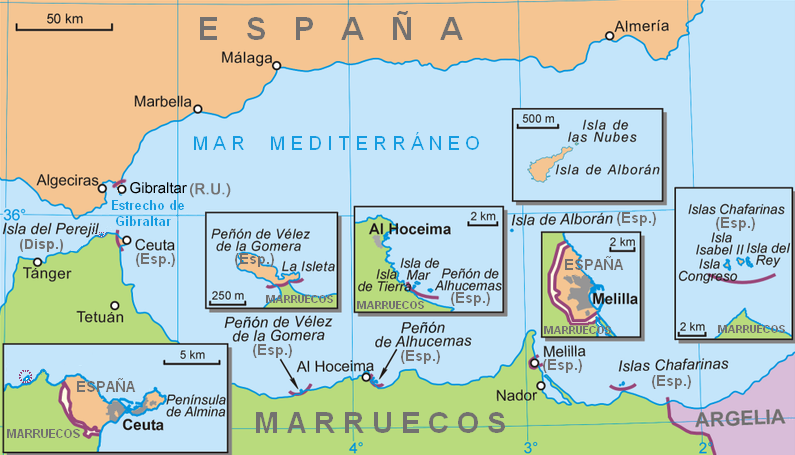
Harta posesiunilor spaniole din nordul Africii

Lungimea insulei este de 200 m, lǎțimea 100 m. Are o suprafațǎ 0,015 km². În general este o stâncǎ cu o înǎlțime de 27 m. Perimetrul insulei este de 500 m. Există resturi de fortificații și de baterii, o biserică, un far, câteva case, un depozit. Apa proaspătă este livratǎ în mod regulat cu bǎrcile de pe continent. Pe insulǎ este dislocat regimentul de artilerie No 32 al forțelor armate ale Spaniei, inclus în corpul armat Melilla. De asemenea existǎ un pod pe mica insula La Pulpera, care a servit pentru scurt timp drept cimitir. 

## Legǎturi externe
- Descripción del Peñón de Alhucemas en la Comandancia General de Melilla Arhivat în 22 decembrie 2009, la Wayback Machine.
- Islas y Peñones en el Norte de África, en la web de Ingenieros Militares de España